# Walther Penck
Walther Penck, född 30 augusti 1888 i Wien, död 29 september 1923 i Stuttgart, var en tysk geolog. Han var son till Albrecht Penck.
Penck arbetade 1912-1914 som statsgeolog i Argentina, var 1915-1918 professor i geologi vid universitet i Konstantinopel och från 1918 docent i geologi i Leipzig. Han är mest känd för sina insatser inom geomorfologin, och i arbetet Morphological Analysis of Landforms (1924, utgivet postumt av fadern) vände sig mot dem modell som framförts av William Morris Davis. Bland hans övriga skrifter märks Die tektonischen Grundzüge Westkleinasiens (1918) och Grundzüge der Geologie des Bosporus (1919).